# Hanazono
Pour les articles homonymes, voir Hanazono (homonymie).
L'empereur Hanazono (花園天皇, Hanazono Tennō, 14 août 1297 - 2 décembre 1348) était le 95e empereur du Japon, selon l'ordre traditionnel de la succession, et a régné du 28 décembre 1308 au 29 mars 1318. Son nom personnel était Tomihito (富仁).

## Généalogie
Hanazono était le quatrième fils de l'empereur Fushimi et appartenait donc à la lignée Jimyōin-tō.

## Vie
Hanazono devient empereur en 1308 après l'abdication de son cousin, l'empereur Go-Nijō de la lignée Daikakuji-tō. Durant son règne, la dispute de succession entre les deux lignées de la famille impériale se règle grâce à un accord entre les deux parties et le Bakufu, pour alterner le trône entre les deux lignées tous les 10 ans. En vertu de cet accord, Hanazono abdique donc en 1318 en faveur de son cousin Go-Daigo, de la lignée Daikakuji-tō, mais ce dernier refuse de rendre le trône au bout de dix ans et initie la restauration de Kemmu.
Après son abdication, Hanazono élève son neveu, le futur empereur de la cour du Nord Kōgon. En 1335, il devient un moine bouddhiste de la secte zen.

## Art et religion
Il excellait au tanka, et appartenait à l'école Kyōgoku. Il a laissé un journal : Hanazono-in-Minki (花園院宸記, « Chroniques impériales du Temple du jardin des fleurs [Hanazono-in] »). On lui doit aussi, en 1346, la compilation de l'anthologie poétique Fuga-shū. Il était une personne très croyante, ne manquant jamais ses prières au Bouddha Amitabha.

## Èresde son règne
- Ère Tokuji
- Ère Enkyō
- Ère Ōchō
- Ère Shōwa
- Ère Bunpō